# Fred Noack
Fred Noack (* 5. August 1931 in Berlin; † 15. Januar 2024) war ein deutscher Offizier, zuletzt im Range eines Generalleutnants. Er war u. a. Kommandeur der Offizierschule der Luftwaffe und der 1. Luftwaffendivision.

## Leben

### Studium
Von 1953 bis 1955 studierte er Bauingenieurwesen an der Technischen Universität Berlin.

### Militärischer Werdegang
Beförderungen
- 1957 Leutnant
- 1958 Oberleutnant
- 1961 Hauptmann
- 1965 Major
- 1969 Oberstleutnant
- 1972 Oberst
- 1977 Brigadegeneral
- 1981 Generalmajor
- 1983 Generalleutnant

Er trat 1956 in die 1. Luftwaffenlehrkompanie in Nörvenich ein. Von 1956 bis 1958 absolvierte er die Flugzeugführerausbildung und die Sprachausbildung an der Flugzeugführerschule A in Landsberg am Lech, auf der Lackland Air Force Base in Texas, der Graham Air Base in Florida, der Bryan Air Force Base in Texas und der Luke Air Force Base in Arizona. 1958 wurde er Flugzeugführer und später auch Staffeleinsatzoffizier im Jagdbombergeschwader 31 in Nörvenich. 1960 wurde er aus medizinischen Gründen dienstunfähig.
1961 absolvierte er eine Ausbildung zum S2-Offizier beim Allgemeinen Luftwaffenamt in Köln. Von 1961 bis 1963 war er S2-Stabsoffizier der Fliegenden Gruppe im Jagdbombergeschwader 31 „Boelcke“. Von 1963 bis 1965 absolvierte er den 8. Generalstabslehrgang Luftwaffe an der Führungsakademie der Bundeswehr (FüAkBw) in Hamburg. Danach war er als A3-Stabsoffizier Dezernent im Luftwaffengruppenkommando Nord in Münster. Ab 1967 folgte die Verwendung als Lehrstabsoffizier und ab 1970 als Hörsaalleiter an der Führungsakademie der Bundeswehr in der Abteilung Luftwaffe.
Von 1972 bis 1974 war er Operationsstabsoffizier im Supreme Headquarters Allied Powers Europe (SHAPE) in Mons/Belgien und von 1974 bis 1977 war er Assistent Chief of Staff (ACOS) der Exercise Plans Division im Hauptquartier (HQ) der Allied Air Forces Central Europe (AAFCE) in Ramstein. Von 1977 bis 1979 war er Kommandeur der Offizierschule der Luftwaffe (OSLw) in Fürstenfeldbruck. Danach folgte 1979 die Verwendung als ACOS Policy and Exercises Division im HQ der Allied Forces Central Europe (AFCENT) in Brunssum/Niederlande. Von 1981 bis 1983 war er Kommandeur der 1. Luftwaffendivision in Meßstetten und wurde 1983 Stellvertretender Befehlshaber und Chef des Stabes der Allied Air Forces Central Europe. 1989 wurde er in den Ruhestand versetzt.

### Familie
Er war verheiratet.

## Auszeichnungen
- 1980: Ehrenkreuz der Bundeswehr in Gold
- 1984: Bundesverdienstkreuz am Bande
- 1988: Bundesverdienstkreuz I. Klasse